# 赫罗迪夫卡市镇
赫罗迪夫卡镇级市镇（烏克蘭語：Гродівська селищна громада），是乌克兰顿涅茨克州波克羅夫斯克區的一个市镇，行政中心为赫罗迪夫卡。市镇面积为340.3平方公里，2020年人口数量为9,518人。

## 居民点
该市镇包括3个镇（赫罗迪夫卡、新埃科諾米奇內、洛祖瓦茨凯）和29个村庄。部分村庄如下：
- 沃兹德维任卡
- 普羅赫雷斯